# Frontex
Frontex (iz fr. Frontières extérieures - »zunanje meje«) oz. Evropska agencija za mejno in obalno stražo (angl. European Border and Coast Guard Agency) je agencija Evropske unije s sedežem v Varšavi. 
Skrbi za sodelovanje držav članic Evropske Unije pri nadzoru zunanje meje. Leta 2016 je nadomestila Evropsko agencijo za upravljanje operativnega sodelovanja na zunanjih mejah (angl. European Agency for the Management of Operational Cooperation at the External Borders), ustanovljeno leta 2005.
Njegova izvršna direktorica je Aija Kalnaja iz Latvije, ki je funkcijo nastopila aprila 2022 po odstopu prejšnjega direktorja.

## Kritike
Evropski parlament je v svojem poročilu leta 2021 zapisal, da je Frontex spregledal dokaze o nasilnem vračanju prebežnikov na zunanjih mejah EU. Ni našel dokazov o Frontexovi neposredni vpletenosti v te primere. Istega leta je Evropsko računsko sodišče ugotovilo, da Frontex državam članicam ne nudi dovolj podpore za boj proti nezakonitemu priseljevanju in čezmejnim kaznivim dejanjem.